# Szerdahelyi Gábor (jezsuita szerzetes)
Nyitraszerdahelyi Szerdahelyi Gábor (Munkács, 1660. szeptember 20. – Kassa, 1726. január 24.) bölcseleti és teológiai doktor, Jézus-társasági áldozópap és tanár.

## Élete
1680. március 16-án lépett a rendbe. Trencsénben végezte a bölcseletet; tanított Nagyszombatban három évig a nyelvtani osztályokban, Kőszegen pedig kettőig a szónoklati és költészeti osztályokban. A hittani pálya után Zágrábban a logikát, majd 1697-ben Grazban a bölcseletet hat évig adta elő. Ezután magyarázta a polemikát Nagyszombatban és Bécsben, majd az egyházi jogot öt évig. Igazgatója volt a kassai kollégiumnak és a könyvnyomtató intézetnek, melyet virágzásra hozott.

## Művei
- Problemata polemica, Viennae, 1690
- Laureatae Lacrymae, Seu Triumphus... Leopoldi I... 1697... Graecii, 1698
- Epitome Conclusionum. Ex Universa Philosophia... Uo. 1699
- Fax Chronologica Ad Omnigenam Historiam... Uo. 1699 (és Nagyszombat, 1702)
- Spectaculum honoris ad lauream processuro a Pallade instructum. Graecii, 1699
- Poenitentia gloriosa. Tyrnaviae, 1701
- Meteorologia Philosophico-Politica... Uo. 1702
- Theses Theologicae. De Peccatis, Gratia & Merito... Uo. 1707
- Religio Salvifica... Viennae. 1708 (Tyrnaviae, Cassoviae 1722. és 1764. Uo. Magyarul: Kassa, 1722)
- Flores Fidei Salvificae... Tyrnaviae, 1709
- Antidotum contra venena a D. Jo. Georgio Schreiber civitatis Modor Consule Lutherano omnibus propinata, dum in Librum, cui titulus: Descriptio Lib. et Reg. Civitatis Modor... Uo. 1721 (Ugyanaz: Colloquium Theologicum Neophyto Catholico... Uo. 1721, névtelenül)
- Sam. Timon S. J. Celebriorum Hungariae Urbium et oppidorum Topographia Parte I. veterem, II. novam Pannoniam complectens. Tyrnaviae, 1701, 1702. aucta Cassoviae, 1722, 1732, 1766. et cum notis 1770)
- Demonstratio turpissimorum errorum a D. Joanne Tsétsi Calvinista, Scholarum Patakini Rectorem a Professore in Oratione sua, ut vocat, saeculari 1720. edita commissorum. Cassoviae, 1722
- Collyrium ad curandos quorundam Acatholicorum circa cultum Sanctorum, SS. Imaginum et Reliquiarum nec non Calicis Christi caecutientes oculos. Uo. 1724 (magyarul: Horváth János által. Nagybánya, 1725)
- Mercurius contra Luthericolam quendam scriptus, quo B. V. Mariae et Sanctorum Cultus vindicatur. Cassoviae, 1724
- Tractatus theologicus de Deo uno et trino. Uo. 1726

### Kéziratban
- Tractatus theologicus de Actibus humanis